# Четириредова шестоъгълна панова пита
Четириредовата шестоъгълна панова пита е правилна паракомпактна пита. На всеки има 8 шестоъгълни пана. Връхната фигура е правилен октаедър, ръбовата - квадрат. Има безброй шестоъгълници. Дуалната пита е шесторедова кубична пита.

## Свързани пити
- шестнадесетоклетъчник
- кубична пита
- четириредова дванадесетостенна пита
- четириредова шестоъгълна панова пита

### Правилни паракопактни пити
- шестоъгълна панова пита
- шесторедова четиристенна пита
- четириредова шестоъгълна панова пита
- шесторедова кубична пита
- петоредова шестоъгълна панова пита
- шесторедова дванадесетостенна пита
- шесторедова шестоъгълна панова пита
- триъгълна панова пита
- квадратна панова пита
- четириредова осмостенна пита
- четириредова квадратна панова пита